# Stănila, Buzău
Stănila este un sat ce aparține orașului Nehoiu din județul Buzău, Muntenia, România.